# Stephanie Graf
Stephanie Graf (Austria, 26 de abril de 1973) es una atleta austriaca, especialista en la prueba de 800 m, en la que ha logrado ser subcampeona mundial en 2001.

## Carrera deportiva
En las Olimpiadas de Sídney 2000 ganó la medalla de plata en los 800 metros, llegando a la meta tras la mozambiqueña Maria Mutola y por delante de la británica Kelly Holmes (bronce).
Al año siguiente, en el Mundial de Edmonton 2001 volvió a ganar la medalla de plata en la misma prueba, con un tiempo de 1:57.20 segundos, de nuevo tras María Mutola, y por delante de Letitia Vriesde de Surinam.